# Oscilație

Un oscilator neamortizat, format dintr-un arc de care este legat un corp care are o masă

În fizică oscilația este un fenomen care constă în variația în timp a mărimilor caracteristice unui sistem fizic, însoțită de o transformare a energiei dintr-o formă în alta, în mod periodic, aproape periodic (cvasiperiodic) sau pseudoperiodic, reversibil sau în parte reversibil. Caracteristicile principale ale unei oscilații sunt: elongația, amplitudinea, perioada, frecvența și faza.
Mișcarea oscilatorie, care este o mișcare alternativă a unui corp, poate fi executată de un sistem fizic (corp solid sau lichid) în jurul unei poziții de echilibru, pe aceeași traiectorie. Sistemele care efectuează mișcări de oscilație se numesc oscilatori.
Dacă mișcarea de oscilație se repetă la intervale egale de timp, ea este periodică. Timpul necesar pentru efectuarea unei oscilații se numește perioadă de oscilație T și se măsoară în secunde:
{\displaystyle \left[T\right]_{SI}=1s\,}
Mărimea inversă a perioadei este frecvența {\displaystyle \nu \ \,}, definită ca numărul de oscilații efectuate în unitatea de timp. Se măsoară în Hertzi:
{\displaystyle \left[\nu \ \right]_{SI}=1Hz=1s^{-1}\,}
Se demonstrează ușor că orice mișcare de oscilație periodică poate fi considerată similară unei mișcări circulare uniforme. Intuitiv, vizualizarea se poate face cu un pendul fizic: se leagă un corp de un fir, se rotește și se urmărește mișcarea umbrei sale pe un perete.
Legea de mișcare a unei oscilații periodice este:
{\displaystyle y(t)=A\sin(\omega \ t+\varphi \ _{0})\,}
unde:
{\displaystyle y(t)\,} este elongația sistemului la momentul t;
{\displaystyle A\,} este amplitudinea mișcării (elongația maximă, deplasarea extremă față de poziția de echilibru);
{\displaystyle \omega \ \,} este pulsația mișcării (frecvența unghiulară);
{\displaystyle \varphi \ _{0}\,} este faza inițială a mișcării.

## Clasificare
Mișcarea oscilatorie poate fi:
- armonică, atunci când forța care o determină este de tip elastic;
- amortizată, atunci când se ia în considerare forța de frecare;
- întreținută, atunci când pierderile de energie sunt compensate printr-o forță periodică, astfel incât amplitudinea să devină constantă.

După natura mărimii care variază, oscilațiile pot fi:
- mecanice: energia cinetică se transformă în energie potențială și invers;
- electromagnetice: energia electrică se transformă în energie magnetică și invers;
- electromecanice: energia electrică se transformă în energie mecanică și invers.